# Bluejeans & Moonbeams
Bluejeans & Moonbeams är det nionde studioalbumet med Captain Beefheart and The Magic Band. Albumet utgavs 1974. Kritken var något bättre än för det förre albumet (Unconditionally Guaranteed) fick. Men kritiken var inte särskilt bra och albumet hamnade inte på album-listorna.
Albumet har dock satt sina spår. The White Stripes lanserade EP:n Party of Special Things to Do 2000 med tre Captain Beefheart-covers, bland annat öppningsspåret från Bluejeans & Moonbeams. Kate Bush listar albumet bland sina tio största favoriter.

## Låtlista
Sida A
1. "Party of Special Things to Do" (Don Van Vliet, Elliot Ingber) – 2:48
2. "Same Old Blues" (J. J. Cale) – 4:00
3. "Observatory Crest" (Van Vliet, E. Ingber) – 3:32
4. "Pompadour Swamp" (Van Vliet) – 3:32
5. "Captain's Holiday" (R. Feldman, W. Richmond, S. Hickerson, C. Blackwell) – 5:43

Sida B
1. "Rock 'n Roll's Evil Doll" (Van Vliet, Mark Gibbons, Ira Ingber) – 3:20
2. "Further Than We've Gone" (Van Vliet) – 5:31
3. "Twist ah Luck" (Van Vliet, Gibbons, I. Ingber) – 3:22
4. "Bluejeans & Moonbeams" (Van Vliet) – 5:02

## Medverkande
- Captain Beefheart (Don Van Vliet) – sång, gitarr, munspel

The Magic Band
- Dean Smith – gitarr, slidegitarr
- Michael Smotherman – keyboard, bakgrundssång
- Ty Grimes – percussion

Bidragande musiker
- Elliot Ingber – gitarr
- Ira Ingber – basgitarr
- Bob West – basgitarr (på "Observatory Crest")
- Gene Pello – trummor
- Jimmy Caravan – keyboard
- Mark Gibbons – keyboard